# Musée régional d'art de Zaporijjia
Le musée régional d'art de Zaporijjia  (en ukrainien : Запорізький обласний художній музей) de Zaporijjia.

## Historique
Il est inauguré le 29 septembre 1971 et se situe au 76 de la rue de l'Ukraine indépendante.
Sa collection regroupe plus de 13 000 objets.

## En images

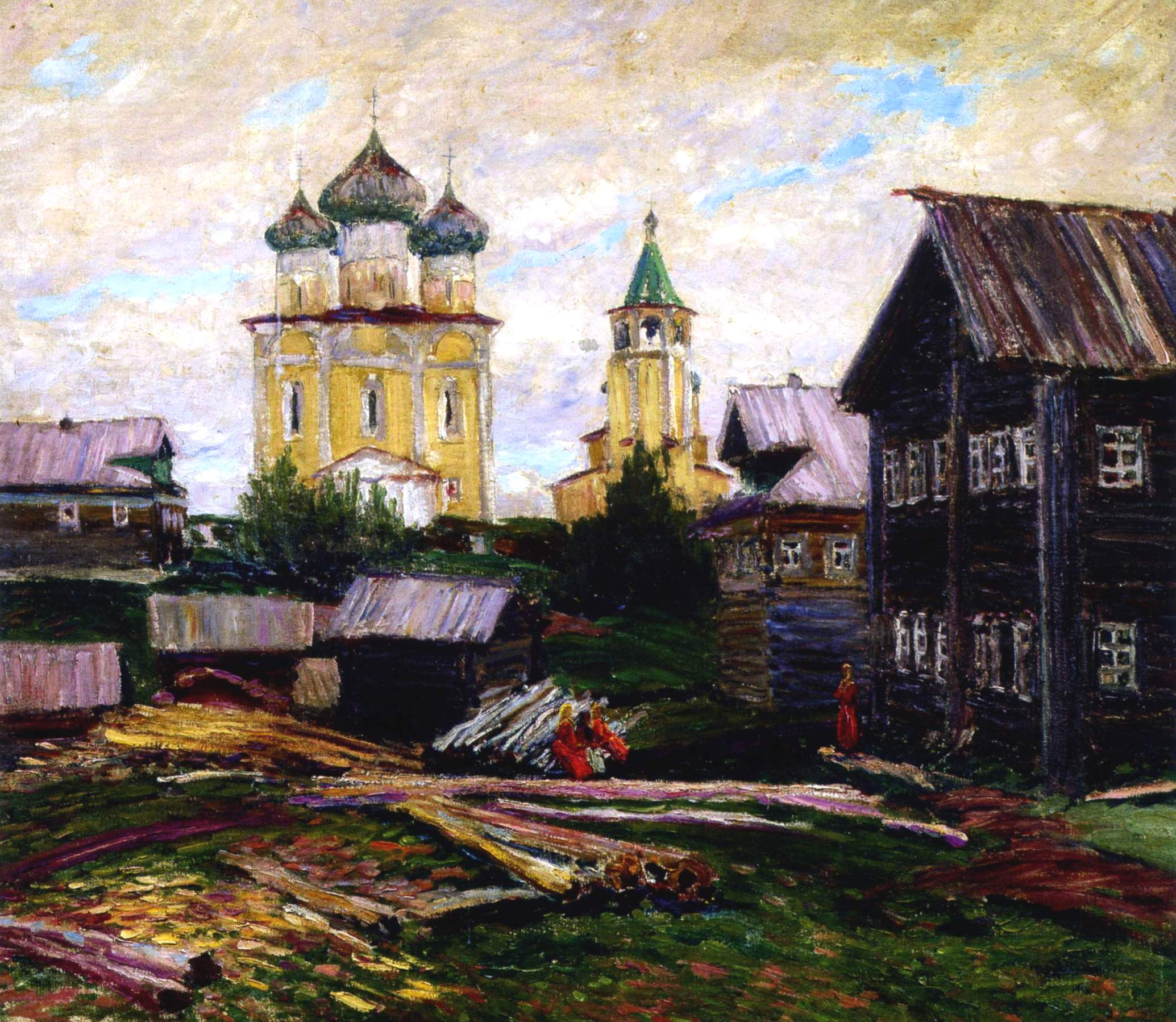
Vassili Perepliotchikov Village du nord de 1913.
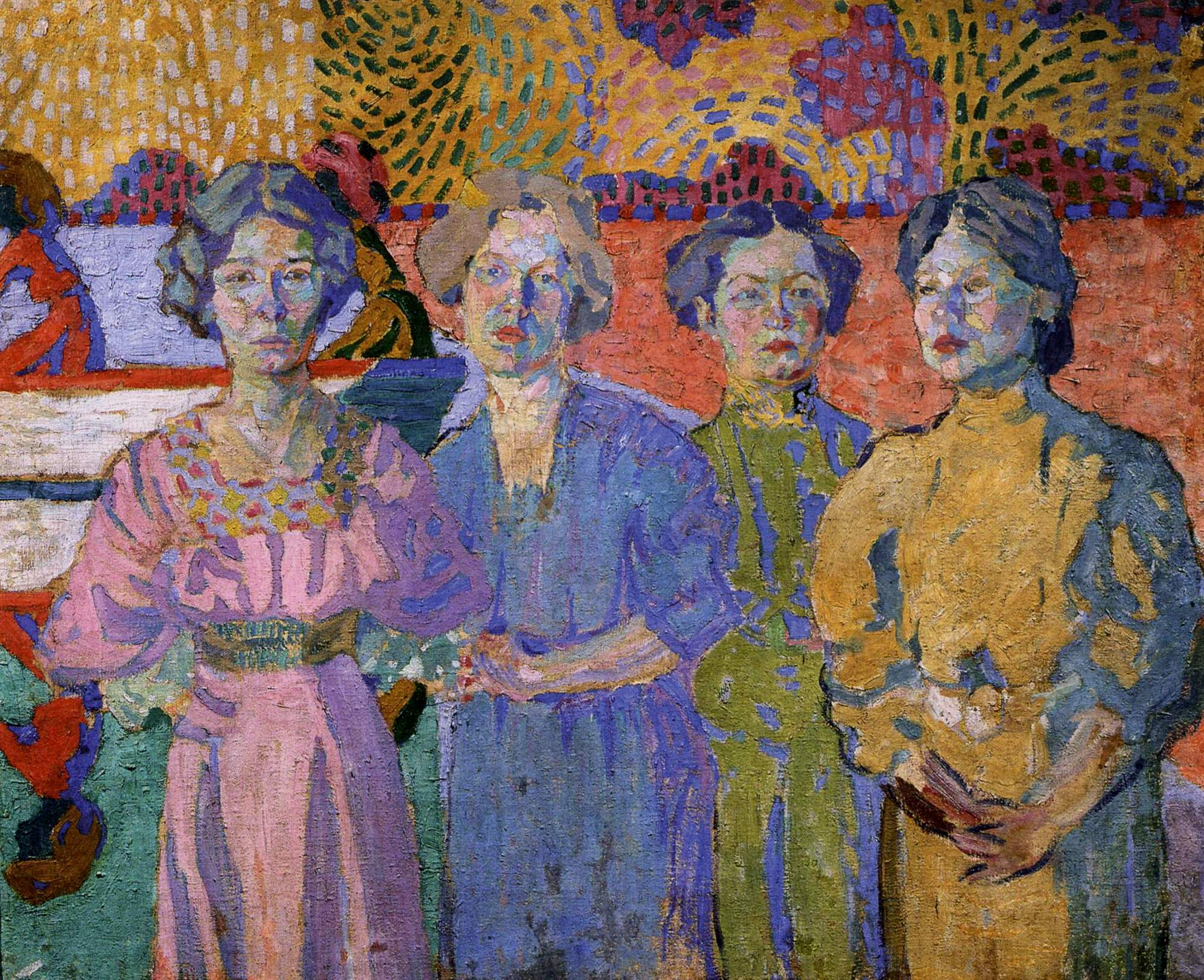
Aristarkh Lentoulov Portrait de quatre.
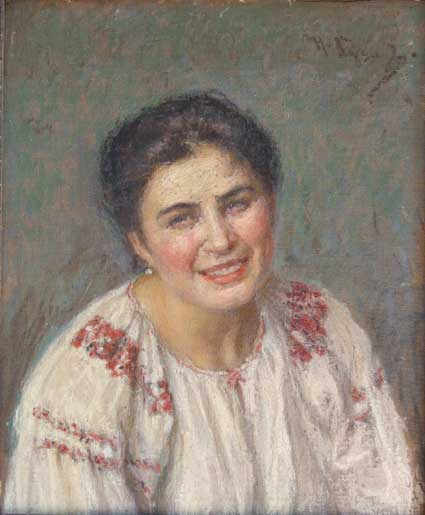
Nikolaï Kouznetsov (peintre). Portrait А.N.К. de 1893.
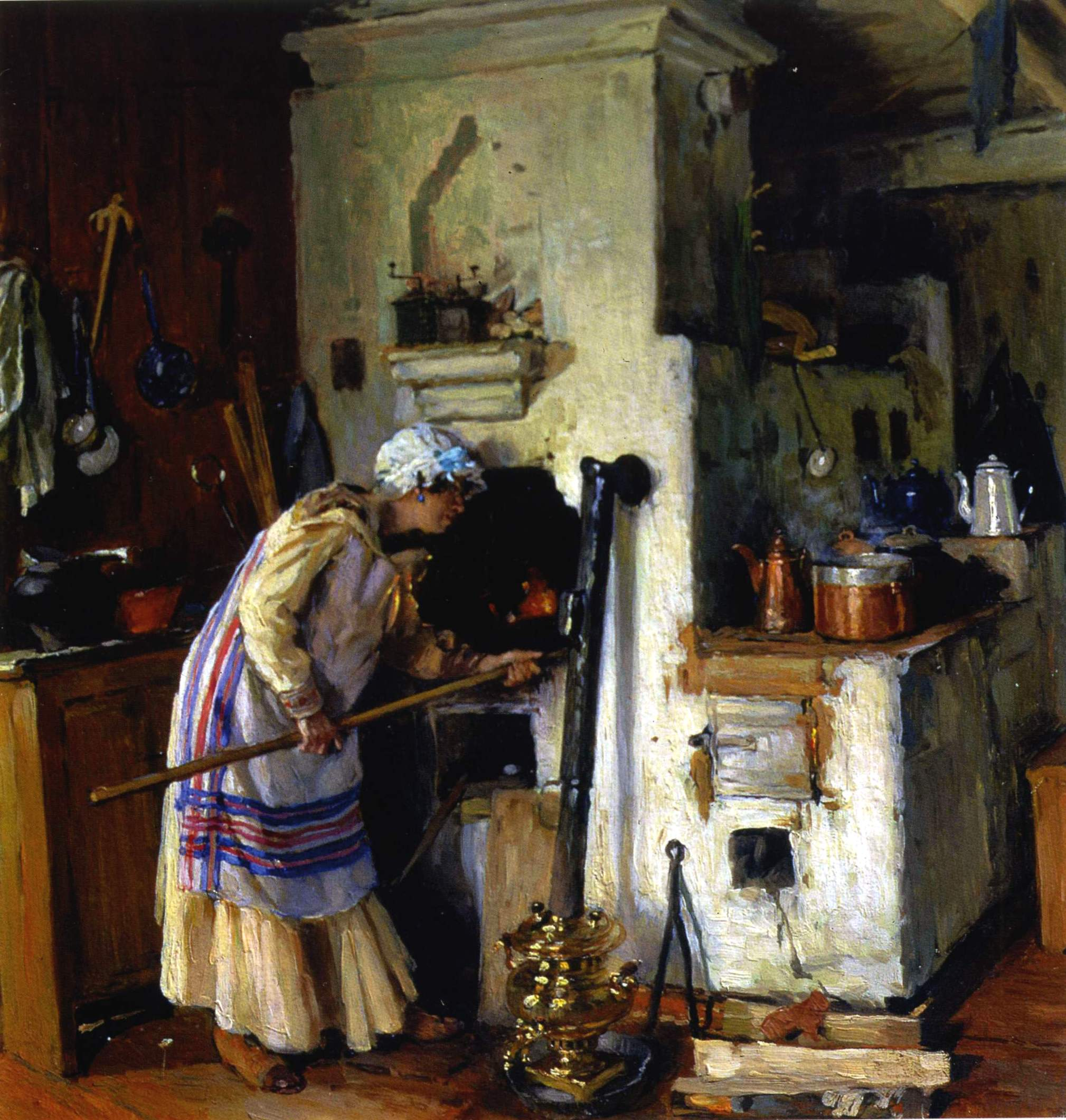
Alexandre Makovski, Un nouveau devoir de 1918.